# سرمایه سهمی
سرمایه سهمی، (به انگلیسی: Share capital) به سرمایه‌ای که از راه فروش سهام عادی شرکت تأمین می‌شود، اطلاق می‌گردد. سرمایه سهمی اشاره به بخشی از حقوق صاحبان سهام یک شرکت دارد، که سهام‌داران آن، از طریق معاملات سهام، در قالب وجه نقد، بدست آورده‌اند.